# Chishima
Chishima (jap. 千島 ) – mały krążownik nieopancerzony Marynarki Wojennej Cesarstwa Japonii z końca XIX wieku, zbudowany we Francji w 1892 roku, pozostający jedynym okrętem swojego typu. Zatonął w kolizji wkrótce po wejściu do służby, 30 listopada 1892 roku.

## Budowa i służba
„Chishima” została zamówiona we Francji w stoczni Ateliers et Chantiers de la Loire w Saint-Nazaire w ramach programu budowy okrętów dla japońskiej floty z 1882 roku. Projektantem był znany francuski konstruktor Emile Bertin. Położenie stępki miało miejsce w styczniu 1890 roku, a wodowanie w listopadzie tego samego roku. Okręt ukończono w kwietniu 1892 roku. W publikacjach okręt określany jest jako krążownik nieopancerzony; podobne jednostki klasyfikowane były w Japonii jako awizo.
„Chishimę” dostarczono 24 listopada 1892 roku. Już 30 listopada 1892 roku okręt został jednak utracony w kolizji z brytyjskim statkiem „Ravenna” na Morzu Wewnętrznym, podczas podróży z Nagasaki do Kobe. Jako zastępstwo, zamówiono następnie w Wielkiej Brytanii jednostkę tej samej klasy „Tatsuta”.

## Konstrukcja
Okręt miał kadłub o cechach francuskich konstrukcji, z wydłużonym dziobem taranowym i podobnego kształtu rufą, oraz burtami pochylonymi do wewnątrz. Pokład dziobowy i rufowy był podniesiony, a między nimi na śródokręciu było podwyższone nadburcie. Nadbudówka dziobowa była umieszczona blisko dziobu, a na śródokręciu były dwa lekko pochylone kominy, w pewnej odległości od siebie, z których pierwszy był szerszy. Okręt miał trzy maszty (pierwszy bezpośrednio za nadbudówką dziobową, drugi za tylnym kominem, a trzeci na rufie) oraz bukszpryt. Uzbrojenie główne było umieszczone na burtowych sponsonach, blisko dziobu i rufy na każdej z burt. Okręt miał wyporność normalną 741 długich ton, długość między pionami 71 m, szerokość kadłuba 7,7 m, a zanurzenie średnie 2,97 m. Według innych źródeł, zanurzenie sięgało maksymalnie 4,9 m.
Okręt napędzały dwie pionowe maszyny parowe potrójnego rozprężania, napędzające dwie śruby. Istnieją rozbieżności co do indykowanej mocy maszyn (ihp): 5000 KM lub 3500 KM. Jednostka miała według projektu rozwijać prędkość 22 węzłów. Parę dostarczały cztery kotły.
Istnieją znaczne rozbieżności w publikacjach odnośnie do uzbrojenia. Według jednej wersji, stanowiły je dwie armaty kalibru 4,7 cala (120 mm), cztery armaty kalibru 47 mm i cztery wyrzutnie torpedowe kalibru 18 cali (457 mm). Według jednak innych źródeł, uzbrojenie miało stanowić pięć armat 3-calowych (76,2 mm), sześć działek 1-funtowych (37 mm) i trzy wyrzutnie torped 15-calowe (381 mm) (jedna na dziobie i dwie na pokładzie górnym). Armaty 3-calowe miały być umieszczone na sponsonach i na dziobie, a armaty 1-funtowe po dwie na mostku, pokładzie rufowym i na śródokręciu. Rysunki jednak nie ukazują działa na dziobie jednostki. 